# Poyntonophrynus parkeri
Poyntonophrynus parkeri es un anfibio anuro de la familia Bufonidae. Anteriormente incluida en el género Bufo.
Se encuentra en el sur del valle del rift de Kenia y en el centro de Tanzania. Su hábitat natural es la sabana seca, sabana húmeda, matorral seco tropical o subtropical, praderas secas, marismas de agua dulce temporales. Está amenazado por pérdida de su hábitat.

## Publicación original
- Loveridge, 1932 : New Reptiles and Amphibians from Tanganyika Territory and Kenya Colony. Bulletin of the Museum of Comparative Zoology, vol. 72, p. 374-387 (texto íntegro).